# If I Can’t
If I Can’t (englisch für „Wenn ich nicht kann“) ist ein Lied des US-amerikanischen Rappers 50 Cent. Der Song ist die fünfte Singleauskopplung seines ersten Studioalbums Get Rich or Die Tryin’ und wurde am 16. September 2003 veröffentlicht.

## Inhalt
If I Can’t ist thematisch dem Gangsta-Rap zuzuordnen. Darin preist 50 Cent sich selbst und seine Überlegenheit, vor allem mit der Aussage des Refrains: „Wenn ich es nicht schaffen kann, dann kann es nicht vollbracht werden.“ In den Strophen rappt er überwiegend von Waffen, Gewalt, Kriminalität und Reichtum.

“If I can’t do it, homie, it can’t be done

Now, I’ma let the champagne bottle pop

I’ma take it to the top

For sure, I’ma make it hot, baby (Baby)”

## Produktion
Der Song wurde von dem US-amerikanischen Musikproduzenten Dr. Dre produziert, der zusammen mit 50 Cent und Mike Elizondo auch als Autor fungierte.

## Musikvideo
Zu If I Can’t wurde ein Musikvideo zu Werbezwecken veröffentlicht.
Am Anfang wird der Zuschauer von einem Sprecher mit den Worten „Welcome to the 50 Cent Show“ begrüßt. Das Video selbst ist größtenteils aus verschiedenen Konzertszenen von 50 Cent auf Tour sowie Backstage-Aufnahmen zusammengesetzt. Auch die Rapper Tony Yayo, Lloyd Banks und Young Buck (die weiteren damaligen Mitglieder der G Unit) sowie Snoop Dogg, Eminem und Dr. Dre sind im Video zu sehen. Das Konzept des Musikvideos ist vergleichbar mit dem ebenfalls 2003 veröffentlichten Video zu Eminems Song Sing for the Moment.

## Single

### Covergestaltung
Die Single wurde in zwei unterschiedlichen Versionen mit verschiedenen Covern veröffentlicht. Das Cover der normalen Single zeigt 50 Cent, der den Betrachter mit ernstem Blick ansieht. Er ist in Schwarz gekleidet und hat die Arme verschränkt. Im Hintergrund ist eine dunkle Straße zu sehen. Links im Bild befinden sich der Schriftzug 50 Cent und der Titel If I Can’t in Weiß. Das Cover der Maxisingle zeigt neben 50 Cent auch die anderen Rapper der G Unit – Tony Yayo, Lloyd Banks und Young Buck. Im oberen Teil des Bildes befindet sich der blau-weiße Schriftzug 50 Cent & G Unit, während am unteren Bildrand If I Can’t, Double A-Side und …Them Thangs steht.

### Titelliste
Single
1. If I Can’t – 3:16
2. In da Club (Live) – 3:16
3. What Up Gangsta (Live) – 1:57

Maxi
1. If I Can’t – 3:16
2. Poppin’ Them Thangs (feat. G Unit) – 4:05
3. In da Club (Live) – 3:16
4. If I Can’t (Video) – 3:50
5. Poppin’ Them Thangs (feat. G Unit) (Video) – 4:05

### Chartplatzierungen
If I Can’t stieg am 29. März 2004 auf Platz 34 in die deutschen Charts ein und belegte in den folgenden Wochen die Ränge 50 und 46. Insgesamt konnte sich der Song neun Wochen lang in den Top 100 halten. Am erfolgreichsten war die Single im Vereinigten Königreich, wo sie Position 10 belegte. Auch in den Niederlanden, der Schweiz und Italien erreichte das Lied die Top 20.
| ChartsChartplatzierungen       | Höchstplatzierung | Wochen |
| ------------------------------ | ----------------- | ------ |
| Deutschland (GfK)              | 34 (9 Wo.)        | 9      |
| Österreich (Ö3)                | 48 (7 Wo.)        | 7      |
| Schweiz (IFPI)                 | 15 (18 Wo.)       | 18     |
| Vereinigtes Königreich (OCC)   | 10 (8 Wo.)        | 8      |
| Vereinigte Staaten (Billboard) | 76 (8 Wo.)        | 8      |

| ChartsJahrescharts (2004) | Platzierung |
| ------------------------- | ----------- |
| Schweiz (IFPI)            | 100         |

### Verkaufszahlen und Auszeichnungen
If I Can’t wurde 2024 für mehr als 600.000 Verkäufe im Vereinigten Königreich mit einer Platin-Schallplatte ausgezeichnet. 2023 erhielt es je eine Goldene Schallplatte in den Vereinigten Staaten für über 500.000 verkaufte Einheiten und in Deutschland für mehr als 150.000 Verkäufe.

| Land/Region                  | Auszeichnungen für Musikverkäufe (Land/Region, Auszeichnung, Verkäufe) | Verkäufe  |
| ---------------------------- | ---------------------------------------------------------------------- | --------- |
| Dänemark (IFPI)              | Gold                                                                   | 45.000    |
| Deutschland (BVMI)           | Gold                                                                   | 150.000   |
| Vereinigte Staaten (RIAA)    | Gold                                                                   | 500.000   |
| Vereinigtes Königreich (BPI) | Platin                                                                 | 600.000   |
| Insgesamt                    | 3× Gold · 1× Platin ·                                                  | 1.295.000 |

Hauptartikel: 50 Cent/Auszeichnungen für Musikverkäufe